# ミロンガ (場所)

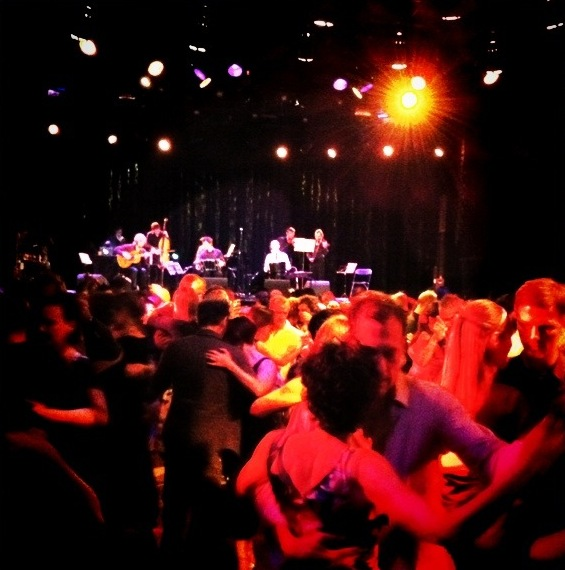
ミロンガ

ミロンガは、アルゼンチン・タンゴ・ダンスを踊る場所を示す言葉。

## 概要
ダンスを披露する場所であればよく、設備について厳密な定義はない。
- 中央のフロアーの周りにテーブル席を配置し飲食可能としたもの。
- 単に周囲に椅子を並べただけのもの。

※一般に前者が本格的なものとされる。
なお、ミロンガは音楽のジャンル、およびその音楽によって踊られるダンスの形式でもある。(ミロンガを参照。)

## ブエノス・アイレスの有名ミロンガ
- イデアル
- ラ・ビルータ
- ポルテーニョ・バイラリン
- エル・ベソ
- スンデルランド
- カニング